# Сілвердейл (Пенсільванія)
Сілвердейл (англ. Silverdale) — місто (англ. borough) в США, в окрузі Бакс штату Пенсільванія. Населення — 805 осіб (2020).

## Географія
Сілвердейл розташований за координатами 40°20′48″ пн. ш. 75°16′16″ зх. д. / 40.34667° пн. ш. 75.27111° зх. д. (40.346684, -75.271138).  За даними Бюро перепису населення США в 2010 році місто мало площу 1,07 км², з яких 1,07 км² — суходіл та 0,00 км² — водойми.

### Клімат
| Клімат : Сілвердейл     | Клімат : Сілвердейл | Клімат : Сілвердейл | Клімат : Сілвердейл | Клімат : Сілвердейл | Клімат : Сілвердейл | Клімат : Сілвердейл | Клімат : Сілвердейл | Клімат : Сілвердейл | Клімат : Сілвердейл | Клімат : Сілвердейл | Клімат : Сілвердейл | Клімат : Сілвердейл | Клімат : Сілвердейл |
| Показник                | Січ.                | Лют.                | Бер.                | Квіт.               | Трав.               | Черв.               | Лип.                | Серп.               | Вер.                | Жовт.               | Лист.               | Груд.               | Рік                 |
| Абсолютний максимум, °C | 21,2                | 25,3                | 29,9                | 33,8                | 34,4                | 34,9                | 38,6                | 37,2                | 35,9                | 31,2                | 26,7                | 23,7                | 38,6                |
| Середній максимум, °C   | 3,5                 | 5,3                 | 10,0                | 16,8                | 22,3                | 27,1                | 29,3                | 28,4                | 24,7                | 18,3                | 12,1                | 5,8                 | 17,0                |
| Середня температура, °C | −1,3                | 0,2                 | 4,4                 | 10,5                | 15,9                | 20,9                | 23,4                | 22,6                | 18,4                | 11,9                | 6,6                 | 1,1                 | 11,3                |
| Середній мінімум, °C    | −6,2                | −4,9                | −1,2                | 4,2                 | 9,4                 | 14,7                | 17,4                | 16,6                | 12,2                | 5,7                 | 1,0                 | −3,6                | 5,5                 |
| Абсолютний мінімум, °C  | −25                 | −20,8               | −16,6               | −8,8                | −1                  | 4,4                 | 8,1                 | 5,1                 | 1,1                 | −5,2                | −12,2               | −19,5               | −25                 |
| Норма опадів, мм        | 87                  | 72                  | 99                  | 103                 | 110                 | 111                 | 122                 | 100                 | 116                 | 109                 | 95                  | 101                 | 1223                |
| Вологість повітря, %    | 67.9                | 64.6                | 60.4                | 58.8                | 63.4                | 69.1                | 69.0                | 71.4                | 72.4                | 71.5                | 70.1                | 69.9                | 67.4                |
| ----------------------- | ------------------- | ------------------- | ------------------- | ------------------- | ------------------- | ------------------- | ------------------- | ------------------- | ------------------- | ------------------- | ------------------- | ------------------- | ------------------- |
| Джерело: PRISM          |                     |                     |                     |                     |                     |                     |                     |                     |                     |                     |                     |                     |                     |

## Демографія
Згідно з переписом 2010 року, у селищі мешкала 871 особа в 320 домогосподарствах у складі 254 родин. Густота населення становила 813 осіб/км².  Було 327 помешкань (305/км²).
Расовий склад населення:
| - 97,7 % — білих - 0,8 % — чорних або афроамериканців - 0,2 % — корінних американців |

До двох чи більше рас належало 0,3 %. Частка іспаномовних становила 1,4 % від усіх жителів.
За віковим діапазоном населення розподілялося таким чином: 21,5 % — особи молодші 18 років, 66,7 % — особи у віці 18—64 років, 11,8 % — особи у віці 65 років та старші. Медіана віку мешканця становила 42,6 року. На 100 осіб жіночої статі у селищі припадало 94,9 чоловіків;  на 100 жінок у віці від 18 років та старших — 97,1 чоловіків також старших 18 років.
Середній дохід на одне домашнє господарство  становив 92 042 долари США (медіана — 82 083), а середній дохід на одну сім'ю — 104 140 доларів (медіана — 99 250). Медіана доходів становила 60 163 долари для чоловіків та 46 750 доларів для жінок. За межею бідності перебувало 2,7 % осіб, у тому числі 1,7 % дітей у віці до 18 років та 0,0 % осіб у віці 65 років та старших.
Цивільне працевлаштоване населення становило 505 осіб. Основні галузі зайнятості: освіта, охорона здоров'я та соціальна допомога — 22,8 %, будівництво — 12,7 %, роздрібна торгівля — 12,1 %.